# Singa Gätgens

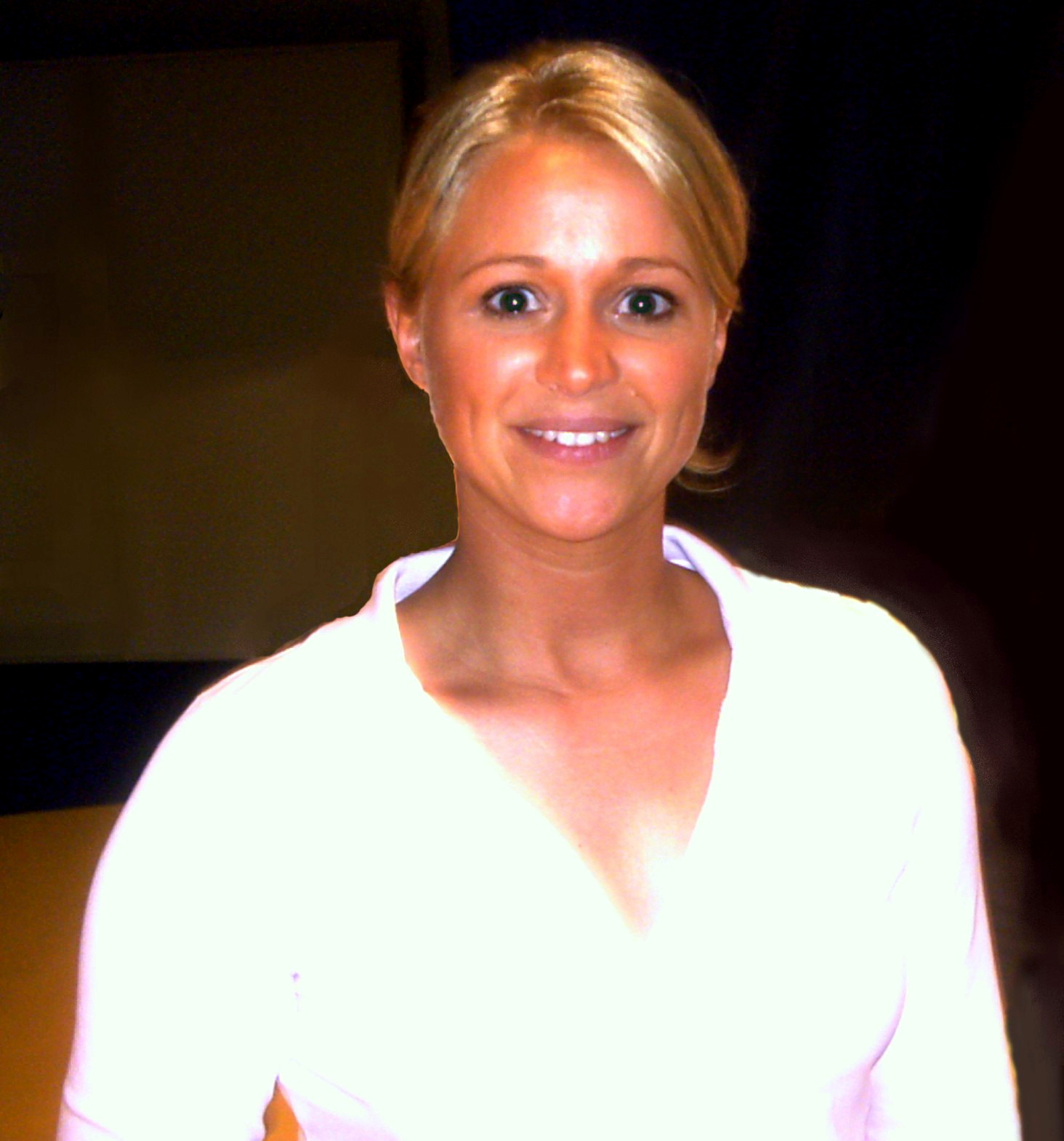
Singa Gätgens (2005)

Singa Gätgens (* 1. April 1975 in Hamburg) ist eine deutsche Fernsehmoderatorin und Schauspielerin.

## Karriere

### Schauspielerin
Von 1991 bis 1993 spielte Singa Gätgens ihre erste Hauptrolle in der Kinderserie Neues vom Süderhof. In den Folgejahren war sie außerdem in verschiedenen Nebenrollen in den Serien Gegen den Wind, Der Landarzt und Blankenese zu sehen. 2010 erklärte sie als Nina Winter in einem interaktiven Einführungsvideo der Deutschen Post den E-Postbrief.

### Moderatorin
1996 erhielt Singa Gätgens ihre erste Tätigkeit als Moderatorin: Im ZDF moderierte sie Ostern und Sommer 1996 und Ostern 1997 die Sendung Ferienfieber. Von 1997 bis 2007 moderierte sie das Fernsehmagazin Pumuckl TV; von 1999 bis 2001 moderierte sie außerdem abwechselnd mit Beni Weber die Familienquizshow Boing. Von 2006 bis 2007 moderierte sie das vom BR produzierte Verkehrsmagazin Cool oder Crash.
Seit Beginn an gehört Singa Gätgens zu den Moderatoren des KiKA, bei dem sie zusammen mit Juri Tetzlaff am 1. Januar 1997 die erste Sendung des Senders moderierte. Im Laufe der Jahre moderierte sie dort verschiedene Magazin- und Interaktivsendungen, unter anderem Kikania und  – zusammen mit Juri Tetzlaff – das Vorschulprogramm Mit-Mach-Mühle. Das Baumhaus kurz vor Unser Sandmännchen moderiert sie abwechselnd, ebenfalls mit Juri Tetzlaff, von 18:50 bis 19:00 Uhr im KiKA.

### Sprecherin
Singa Gätgens ist die Erzählerin des Hörspiels und des Trickfilms Paddy, der kleine Pirat.

## Privat
Singa Gätgens  ist mit einem Maschinenbaumeister verheiratet. Zu ihren Hobbys zählt Eishockey spielen.

## Filmografie

### Fernsehserien
- 1991–1993: Neues vom Süderhof (13 Folgen)
- 1992: Der Landarzt (Folgen 4x03, 4x05)
- 1995: Gegen den Wind (Folge 1x14)
- 2004: Die Kinder vom Alstertal (Folgen 6x04–6x05)
- 2014: Schloss Einstein

### Moderation
- 1996: Osterferienfieber
- 1996: Sommerferienfieber
- 1996–2007: Pumuckl TV
- 1998: Kixx
- 1999: Boing
- seit 2004: Tanzalarm
- 2004: Cool oder Crash
- seit 2005: Baumhaus
- 2005–2011: Mit-Mach-Mühle
- 2007: Platz für Helden
- 2009–2014: Singas Musik Box
- seit 2009: LandTour
- seit 2015: SingAlarm
- 2016: Tigerenten Club (Vertretung)